# Daisuke Ueki
Daisuke Ueki (...) è un ex giocatore di football americano giapponese che ha giocato come defensive back.